# Triebendorf (Oostenrijk)
Triebendorf was tot 2014 een gemeente in de Oostenrijkse deelstaat Stiermarken. De gemeente maakte deel uit van het district Murau en telde op 31 oktober 2013 137 inwoners. Ze ging op 1 januari 2015 op in de gemeente Murau. Daarbinnen heeft Triebendorf de status van Ortschaft.
Stadsgemeenten:
Murau ·
Oberwölz

Marktgemeenten:
Mühlen ·
Neumarkt in der Steiermark ·
Sankt Lambrecht ·
Sankt Peter am Kammersberg
Scheifling ·

Overige gemeenten:
Krakau ·
Niederwölz ·
Ranten ·
Sankt Georgen am Kreischberg ·
Schöder ·
Stadl-Predlitz ·
Teufenbach-Katsch
- Gemeinsame Normdatei: 1113557532
- Virtual International Authority File: 240548112